# Carlos Walker
Carlos Walker Soares Luna (Rio de Janeiro, 13 de março de 1955), conhecido também como Wauke, é um cantor, compositor, produtor, escritor e astrólogo brasileiro. Começou sua carreira como músico em 1969, quando venceu um festival na cidade de Santos, em São Paulo, sendo encorajado por Elis Regina a seguir no ramo. Entretanto, ficou conhecido nacionalmente pelo seu disco A Frauta de Pã, de 1975, que contém a faixa "Alfazema", integrante da trilha sonora da telenovela O Espigão, de Dias Gomes. Nos anos 1970, foi considerado uma "revelação" e participou do Festival Abertura, da TV Globo. Trabalhou com músicos como João Bosco, João Gilberto, Hermeto Pascoal, Caetano Veloso, Egberto Gismonti, Itamar Assumpção, Laércio de Freitas, Alberto Arantes, Radamés Gnatalli, Ná Ozzetti, Tetê Espíndola, Aldir Blanc, Hélio Delmiro, Piry Reis, Peter Dauelsberg, José Roberto Bertrami, Lúcio Gregori e Gilson Peranzzetta.